# 발레리 보네통
발레리 보네통(Valérie Bonneton, 1970년 4월 5일 ~ )은 프랑스의 배우이다.

## 출연 작품
- 보르도 우정여행 (2019, Nous finirons ensemble)
- 패밀리 이즈 패밀리 (2018)
- 가르드 알테흐네 (2017)
- 더 쥬스 (2015)
- 더 그레이트 디바이드 (2015)
- 베스트 인 베드 (2014)
- 더 나잇 와치맨 (2014)
- 한 시간의 평화 (2014)
- 슈퍼처방전 (2014)
- 포옹하는 사람들 (2013)
- 배틀트립 투 그리스 (2013)
- 포비든 하우스 (2011)
- 안녕, 첫사랑 (2011)
- 프렌즈 : 하얀 거짓말 (2010)
- 부케이 파이널 (2008)
- 여름의 조각들 (2008)
- 날 시험해봐 (2006)
- 모두를 위한 학교 (2006)
- 미남이시네요 (2005)
- 자니스와 존 (2003)
- 애정의 운명 (2000, Les Destinées sentimentales)